# Nombres de la guerra civil estadounidense

Bandos de la guerra civil estadounidense, en azul y amarillo la Unión, y en rojo y anaranjado los Confederados

El nombre más común para la guerra civil estadounidense en el uso estadounidense moderno es simplemente la "Guerra Civil". Aunque este se usó muy raramente durante la guerra, el término la "guerra entre los Estados" se generalizó después en el sur de los Estados Unidos. Durante e inmediatamente después de la guerra, los historiadores a menudo usaban el término la "guerra de la Rebelión" o la "Gran Rebelión", mientras que el término Confederado era la "guerra por la Independencia del Sur". Este último recuperó algo de fama en el siglo XX, pero nuevamente se ha quedado sin uso. También en el siglo XX, el término la "guerra de Agresión del Norte" se desarrolló bajo la Causa Perdida de la Confederación y el movimiento de los revisionistas de la historia del sur, con intentos de reimaginar negativamente la narrativa de la guerra civil estadounidense y preservar el legado confederado. El nombre "guerra de la Libertad" se usa para celebrar el efecto que tuvo la guerra en terminar con la esclavitud. En varios idiomas europeos, la guerra se llama la "guerra de Secesión". En la mayoría de los idiomas de Asia oriental, la guerra se llama "batalla entre el lado norte y sur de los Estados Unidos" o más comúnmente como "guerra Norte-Sur estadounidense (EE. UU.)", dependiendo del idioma individual.
También existe una variedad de nombres para las fuerzas en cada lado; las fuerzas opuestas también nombraron las batallas de manera diferente. Las fuerzas de la Unión frecuentemente nombraron batallas por cuerpos de agua que eran prominentes en o cerca del campo de batalla, mientras que los confederados usaban el nombre de la ciudad más cercana. Como resultado, muchas batallas tienen dos o más nombres que han tenido un uso variable, aunque con algunas excepciones notables, uno ha tendido a prevalecer con el tiempo.

## Nombres duraderos

### Guerra civil
En los Estados Unidos, "Guerra Civil" es el término más común para el conflicto; ha sido utilizado por la abrumadora mayoría de libros de referencia, revistas académicas, diccionarios, enciclopedias, historias populares y medios de comunicación en los Estados Unidos desde principios del siglo XX. El Servicio de Parques Nacionales, la organización gubernamental encargada por el Congreso de los Estados Unidos para preservar los campos de batalla de la guerra, utilizan este término. Escritos de hombres prominentes como Jefferson Davis, Robert E. Lee, Ulysses S. Grant, William Tecumseh Sherman, PGT Beauregard, Nathan Bedford Forrest y Judah P. Benjamin usaron el término "Guerra Civil" durante el conflicto. Abraham Lincoln lo usó en múltiples ocasiones. En 1862, la Corte Suprema de los Estados Unidos usó los términos "la guerra civil actual entre los Estados Unidos y los llamados Estados Confederados", así como "la guerra civil como la que ahora se libra entre los estados del norte y del sur".
Los historiadores de habla inglesa fuera de los Estados Unidos generalmente se refieren al conflicto como la "guerra civil estadounidense" (en inglés: American Civil War). Estas variaciones también se usan en los Estados Unidos en los casos en que la guerra podría confundirse con otro evento histórico (como la guerra civil inglesa, la guerra civil china o la guerra civil española).

### Guerra entre los Estados

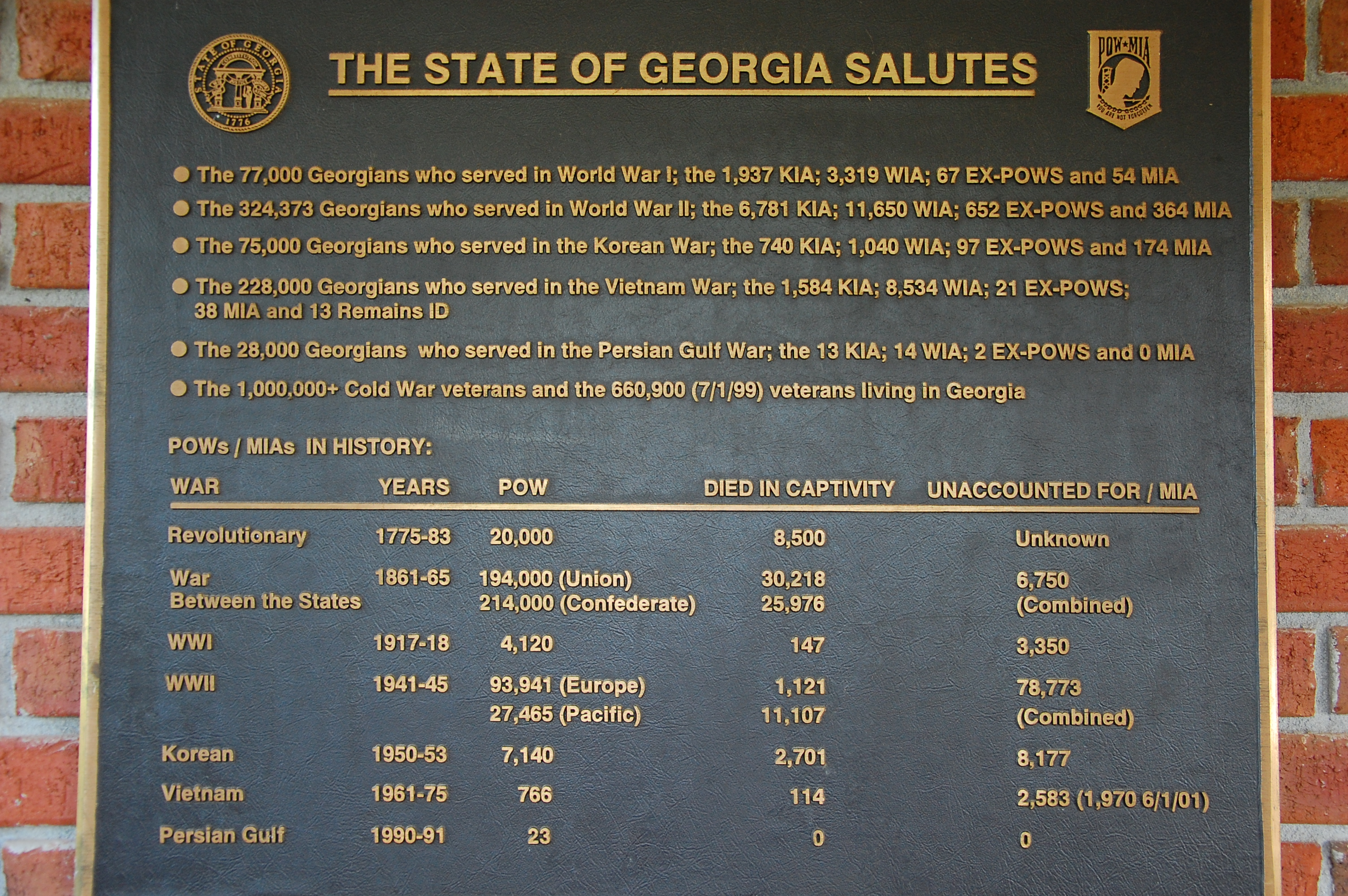
Placa de Georgia usando "Guerra entre los Estados"

El término "Guerra entre los Estados" rara vez se usó durante la guerra, pero se hizo frecuente entre los defensores de la interpretación de la "Causa Perdida".
El gobierno confederado evitó el término "guerra civil", porque asume que ambos combatientes son parte de un solo país, y se refirió en documentos oficiales a la "Guerra entre los Estados Confederados de América y los Estados Unidos de América". La diplomacia europea produjo una fórmula similar para evitar la frase "guerra civil". La proclamación de la Reina Victoria de la neutralidad británica se refería a "hostilidades ... entre el Gobierno de los Estados Unidos de América y ciertos Estados que se autodenominan los Estados Confederados de América".
Después de la guerra, las memorias de exfuncionarios confederados y veteranos (Joseph E. Johnston, Raphael Semmes y especialmente Alexander Stephens) usaban comúnmente el término "Guerra entre los Estados". En 1898, los veteranos confederados unidos aprobaron formalmente el nombre. A principios del siglo XX, las Hijas Unidas de la Confederación (UDC) lideraron una campaña para promover el término "Guerra entre los Estados" en los medios de comunicación y en las escuelas públicas. Los esfuerzos de la UDC para convencer al Congreso de los Estados Unidos de que adoptara el término, a partir de 1913, no tuvieron éxito. El Congreso nunca ha adoptado un nombre oficial para la guerra. El nombre "Guerra entre los Estados" está inscrito en el USMC War Memorial en el Cementerio Nacional de Arlington. Este nombre fue ordenado personalmente por Lemuel C. Shepherd, Jr., el vigésimo comandante del Cuerpo de Marines.
Franklin D. Roosevelt se refirió a la Guerra Civil como "la Guerra de cuatro años entre los Estados". Las referencias a la "Guerra entre los Estados" aparecen ocasionalmente en documentos de tribunales federales y estatales, incluso en la opinión histórica del juez Harry Blackmun en Roe v. Wade. Su uso demuestra la generalidad del uso del término: Roosevelt nació y creció en el estado de Nueva York, y Blackmun nació en el sur de Illinois, pero creció en St. Paul, Minnesota.
Los nombres "Guerra Civil" y "Guerra entre los Estados" se han usado conjuntamente en algunos contextos formales. Por ejemplo, para conmemorar el centenario de la guerra en la década de 1960, el Estado de Georgia creó la " Comisión del Centenario de la Guerra Civil de Georgia que conmemora la guerra entre los Estados". En 1994, el Servicio Postal de los Estados Unidos emitió una serie de sellos conmemorativos titulados "La Guerra Civil/La Guerra entre los Estados".

## Términos históricos dentro de los Estados Unidos

### Guerra de la rebelión

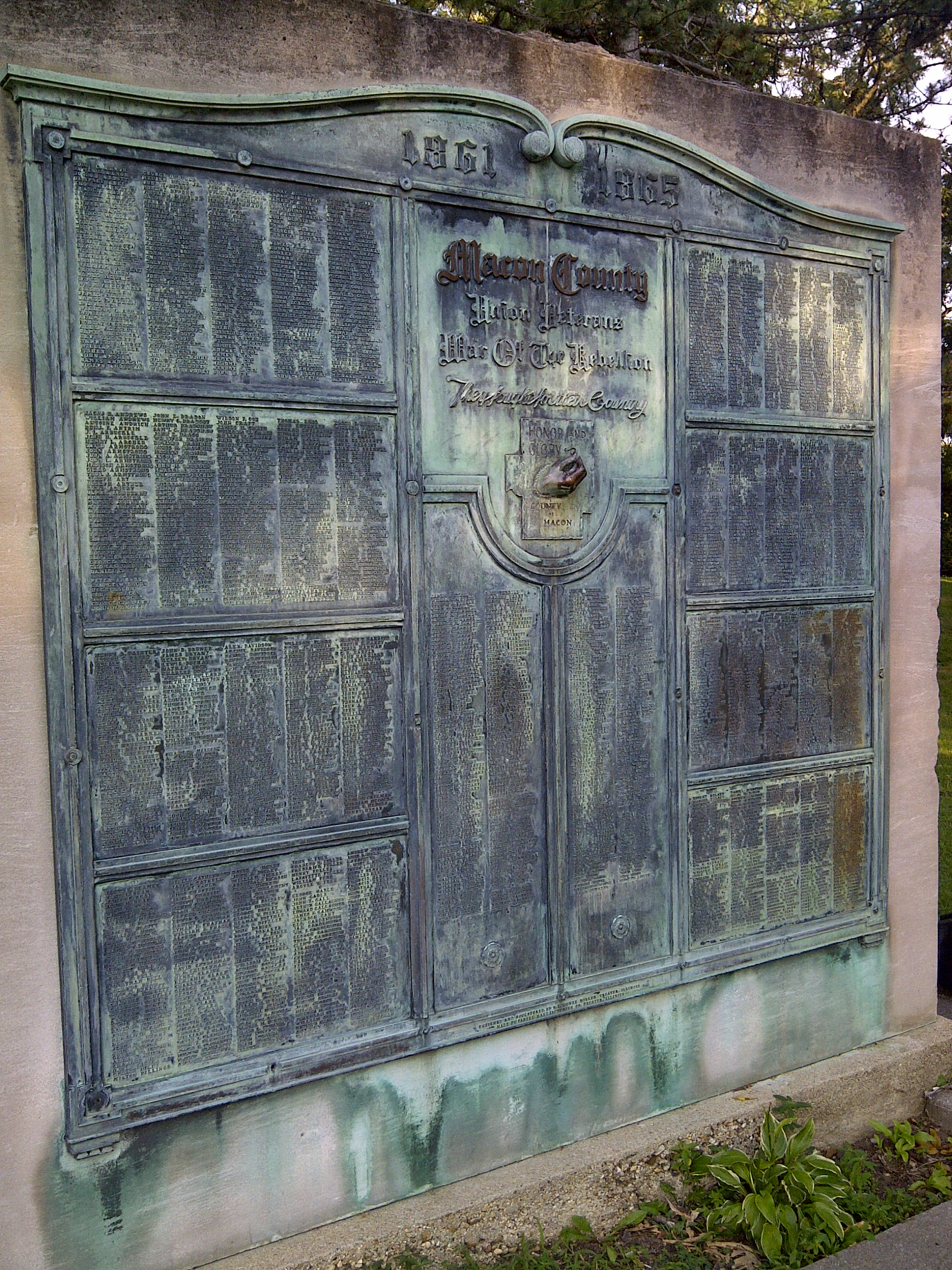
Placa de Illinois con "Guerra de la Rebelión".

Durante e inmediatamente después de la guerra, los funcionarios estadounidenses, los unionistas del sur y los escritores pro-Unión se referían a los confederados como "rebeldes". Las primeras historias publicadas en los estados del norte de los Estados Unidos comúnmente se refieren a la Guerra Civil Americana como "la Gran Rebelión" o "la Guerra de la Rebelión", como lo hacen muchos monumentos de guerra. De ahí los apodos Johnny Reb (y Billy Yank ) para los participantes.
Los registros oficiales de guerra de los Estados Unidos se refieren a esta guerra como la Guerra de la Rebelión. Los registros fueron compilados por el Departamento de Guerra de los EE. UU. En una colección de 127 volúmenes bajo el título La guerra de la rebelión: una compilación de los registros oficiales de la Unión y los ejércitos confederados, publicados entre 1881 y 1901. Los historiadores comúnmente se refieren a la colección como los Documentos Oficiales.

### Guerra de Separación/Secesión
La "Guerra de Separación" fue utilizada ocasionalmente por personas en la Confederación durante la guerra. En la mayoría de las lenguas romances las palabras utilizadas para referirse a la guerra se traducen literalmente como "Guerra de Secesión" (francés : Guerre de Sécession, italiano: Guerra di secessione, español: Guerra de Secesión , portugués: Guerra de Secessão , rumano: Războiul de Secesiune ). Este nombre también se usa en Europa central y oriental, por ejemplo, Sezessionskrieg se usa comúnmente en Alemania, Wojna secesyjna se usa exclusivamente en Polonia. Walt Whitman lo llama la "Guerra de Secesión" o la "Guerra de la Secesión" en su prosa.

### Guerra por la Independencia del Sur/Segunda Revolución Americana
La "Guerra por la Independencia del Sur" o la "Segunda Revolución Americana", y sus variaciones es un nombre utilizado por algunos sureños en referencia a la guerra. Esta terminología apunta al uso paralelo de la Guerra Revolucionaria Americana. Aunque popular en el lado confederado durante la guerra, Stonewall Jackson se refería regularmente a la guerra como la "segunda guerra por la independencia", la popularidad del término cayó inmediatamente después de la derrota de la Confederación y la imposibilidad de obtener la independencia. El término resurgió levemente a fines del siglo XX.
Un poema popular publicado en las primeras etapas de las hostilidades fue Carolina del Sur. Su prólogo se refería a la guerra como la "Tercera Guerra por la Independencia" (nombró la Guerra de 1812 como la segunda guerra de ese tipo). El 8 de noviembre de 1860, el Charleston Mercury, un periódico sureño contemporáneo, declaró que "el té fue arrojado por la borda. La revolución de 1860 se inició".
En la década de 1920, el historiador Charles A. Beard usó el término "Segunda Revolución Americana" para enfatizar los cambios provocados por la victoria de la Unión. Este término todavía es utilizado por la organización Hijos de Veteranos Confederados, aunque con la intención de representar la causa de la Confederación bajo una luz positiva.

### Guerra por la Unión
Algunos unionistas del sur y norteños usaron "La guerra por la Unión", el título de una conferencia de diciembre de 1861 del líder abolicionista Wendell Phillips.
La terrible experiencia de la Unión, una importante historia de ocho volúmenes publicada entre 1947 y 1971 por el historiador y periodista (Joseph) Allan Nevins, enfatiza la Unión en el título del primer volumen, que también llegó a nombrar la serie. Debido a que Nevins ganó los premios Bancroft, Scribner y National Book Award por los libros de su serie "Ordeal of the Union", su título puede haber sido influyente. Sin embargo, V.4 se titula Prólogo a la Guerra Civil, 1859-1861 , y los siguientes cuatro volúmenes usan "Guerra" en sus títulos. El Volumen 6, La guerra se convierte en revolución, 1862-1863, retoma ese hilo anterior al nombrar el conflicto; pero Nevins no ve la secesión sureña como revolucionaria ni apoyaría los intentos de los apologistas sureños de vincular la guerra con la Revolución Americana de 1775-1783. En todo caso, su elección del término con respecto a la Guerra Civil tiene más que ver con la Revolución Industrial y sus profundos efectos.

### Guerra de agresión del norte/yanqui
El nombre "Guerra de Agresión del Norte" se ha utilizado para indicar el lado de la Unión como el partido beligerante en la guerra. El nombre surgió en la década de 1950 durante la era de Jim Crow, cuando fue acuñado por segregacionistas que intentaron equiparar los esfuerzos contemporáneos para terminar con la segregación con los esfuerzos del siglo XIX para abolir la esclavitud. Este nombre ha sido criticado por historiadores como James M. McPherson, ya que la Confederación "tomó la iniciativa al separarse desafiando la elección de un presidente por mayoría constitucional", y como "la Confederación comenzó la guerra disparando a la bandera estadounidense".
Dado que en los estados libres, los grupos no yanquis (alemanes, holandeses-estadounidenses , colonos irlandeses de Nueva York y del sur de Ohio, Indiana e Illinois) mostraron una oposición mayoritaria a librar la Guerra Civil, otros simpatizantes confederados han utilizado el nombre "Guerra de agresión yanqui" o "Gran guerra de agresión yanqui" para indicar que la Guerra Civil es una guerra yanqui, no una guerra del Norte per se.
Por el contrario, la "Guerra de Agresión del Sur" ha sido utilizada por quienes sostienen que la Confederación era el partido beligerante. Mantienen la afirmación de que la Confederación comenzó la guerra cuando iniciaron el combate en Fort Sumter.

### Varios
Otros nombres para el conflicto incluyen "La Guerra Confederada", "La Guerra del Sr. Lincoln " y " La Guerra del Sr. Davis ". En 1892, una sociedad de DC de enfermeras de la época de la guerra tomó el nombre de Asociación Nacional de Enfermeras del Ejército de la Guerra Tardía . Los términos más eufemísticos son "La desavenencia tardía", o "La reciente desavenencia". Otros nombres de posguerra en el Sur incluyeron "La Guerra de las Secciones" y "La Guerra de los Hermanos", especialmente en los estados fronterizos.

## Nombres de las batallas y los ejércitos
| Nombres de las batallas de la guerra civil   | Nombres de las batallas de la guerra civil | Nombres de las batallas de la guerra civil |
| Fecha                                        | Nombre del sur                             | Nombre del norte                           |
| -------------------------------------------- | ------------------------------------------ | ------------------------------------------ |
| 21 de julio de 1861                          | First Manassas                             | First Bull Run                             |
| 10 de agosto de 1861                         | Oak Hills                                  | Wilson's Creek                             |
| 21 de octubre de 1861                        | Leesburg                                   | Ball's Bluff                               |
| 19 de enero de 1862                          | Mill Springs                               | Logan's Cross Roads                        |
| 7–8 de marzo de 1862                         | Elkhorn Tavern                             | Pea Ridge                                  |
| 6–7 de abril de 1862                         | Shiloh                                     | Pittsburg Landing                          |
| 31 de mayo 31 – 1 de junio de 1862           | Seven Pines                                | Fair Oaks                                  |
| 26 de junio de 1862                          | Mechanicsville                             | Battle of Beaver Dam Creek                 |
| 27 de junio de 1862                          | Gaines's Mill                              | Chickahominy River                         |
| 29–30 de agosto de 1862                      | Second Manassas                            | Second Bull Run                            |
| 1 de septiembre de 1862                      | Ox Hill                                    | Chantilly                                  |
| 14 de septiembre de 1862                     | Boonsboro                                  | South Mountain                             |
| 14 de septiembre de 1862                     | Burkittsville                              | Crampton's Gap                             |
| 17 de septiembre de 1862                     | Sharpsburg                                 | Antietam                                   |
| 8 de octubre de 1862                         | Perryville                                 | Chaplin Hills                              |
| 31 de diciembre de 1862 – 2 de enero de 1863 | Murfreesboro                               | Stones River                               |
| 20 de febrero de 1864                        | Olustee                                    | Ocean Pond                                 |
| 8 de abril de 1864                           | Mansfield                                  | Sabine Cross Roads                         |
| 19 de septiembre de 1864                     | Winchester                                 | Opequon                                    |

Hay una disparidad entre los lados al nombrar algunas de las batallas de la guerra. Las fuerzas de la Unión frecuentemente nombraron batallas por cuerpos de agua u otras características naturales que eran prominentes en o cerca del campo de batalla; Los confederados utilizan con mayor frecuencia el nombre de la ciudad más cercana o punto de referencia hecho por el hombre. El historiador Shelby Foote explica que muchos norteños eran urbanos y consideraban que los cuerpos de agua eran notables; muchos sureños eran rurales y consideraban a las ciudades como notables. Debido a esto, muchas batallas tienen dos nombres ampliamente utilizados.
Sin embargo, no todas las disparidades se basan en estas convenciones de nomenclatura. Muchos relatos modernos de batallas de la Guerra Civil usan los nombres establecidos por el Norte. Sin embargo, para algunas batallas, el nombre sureño se ha convertido en el estándar. El Servicio de Parques Nacionales ocasionalmente usa los nombres del Sur para sus parques de campo de batalla ubicados en el Sur, como Manassas y Shiloh. En general, las convenciones de nombres fueron determinadas por el vencedor de la batalla. En la tabla se muestran ejemplos de batallas con nombres dobles.
Los ejércitos de la Guerra Civil también fueron nombrados de una manera que recuerda a los campos de batalla: los ejércitos del norte fueron nombrados frecuentemente para los ríos principales (Ejército del Potomac , Ejército de Tennessee , Ejército de Misisipi ), ejércitos del sur para estados o regiones geográficas ( Ejército del Norte de Virginia , Ejército de Tennessee , Ejército de Misisipi ).
Las unidades más pequeñas que los ejércitos fueron nombradas de manera diferente en muchos casos. Los cuerpos generalmente se escribían (First Army Corps o más simplemente, First Corps), aunque se desarrolló una convención de posguerra para designar cuerpos de la Unión utilizando números romanos ( XI Corps ). A menudo, particularmente con los ejércitos del sur, los cuerpos se conocían más comúnmente por el nombre del líder (por ejemplo, el Cuerpo de Hardee, el Cuerpo de Polk).
Las brigadas sindicales recibieron designaciones numéricas (1.ª, 2.ª, etc.), mientras que las brigadas confederadas fueron nombradas frecuentemente por su comandante general (por ejemplo, la Brigada Hood, la Brigada Gordon). Las brigadas confederadas llamadas así conservaron el nombre del comandante original incluso cuando otro hombre lo ordenó temporalmente; Por ejemplo, en la batalla de Gettysburg, la brigada de Hoke fue comandada por Isaac Avery y la brigada de Nicholl por Jesse Williams. Los apodos eran comunes en ambos ejércitos, como la Brigada de Hierro y la Brigada Stonewall.
Las baterías de artillería de la Unión generalmente se denominaron numéricamente y las baterías de la Confederación por el nombre de la ciudad o condado en el que fueron reclutadas (por ejemplo, artillería Fluvanna). Una vez más, a menudo se los menciona simplemente por el nombre de su comandante (por ejemplo, Moody's Battery, Parker's Battery).